# Acadèmia de Ciències d'Albània
L'Acadèmia de Ciències d'Albània (en albanès Akademia e Shkencave e Shqiperise), fundada el 1972, és la institució científica més important d'Albània. La institució inclou els més distingits científics, també anomenats "acadèmics", implicats en centres de recerca i altres organismes tant dins com fora d'Albània. L'acadèmia disposa de 28 membres, 11 membres associats, i 26 membres d'honor
L'Acadèmia està formada per dues seccions: 
- Ciències Socials i Secció Albanològica
- Secció de Ciències Naturals i Tècniques

També inclou les següents unitats:
- Projectes de Desenvolupament Tecnològic i d'Innovació
- Branca de relacions públiques i estrangeres
- Biblioteca[3]
- Publicacions

La secció Lingüística és l'encarregada de la regulació de la llengua albanesa.